# Отрицателно сравнение
Отрицателно сравнение е вид сравнение, изтъкващо приликата на два образа чрез отрицание. Започва с поетичен образ без намек за сравнение. Следва отрицание и се разкрива образът, който се сравнява. Използва се често в българските и изобщо в славянските народни песни. Произлиза от образния паралелизъм и се отличава с ярка образност и силна емоционалност. Мястото му обикновено е в началото на песента. Характерно е изключително за народната поезия. В личната поезия почти не се употребява поради народнопесенния си характер.
Пример:
Авлига пее в градинка
под бял, под червен трендафил,
под бяла цвята ябълка.
То не е било авлига,
а най е било Тодорка,
Тодорка булка хубава.